# 长锥蒲公英
长锥蒲公英（学名：Taraxacum longipyramidatum）为菊科蒲公英属的植物。分布于哈萨克斯坦、吉尔吉斯斯坦以及中国大陆的新疆等地，生长于海拔1,800米至3,100米的地区，多生在低海拔地区草原、农田水边、荒漠的洼地或路旁，目前尚未由人工引种栽培。